# Stadtarchiv Rottweil
Das Stadtarchiv Rottweil ist ein zur Stadtverwaltung Rottweil gehörendes Archiv.
Es archiviert Unterlagen, Fotografien, Geburts- und Sterberegister sowie auch Urkunden und Dokumente von Rottweil und deren dazugehörigen Gemeinden. Das Archiv besitzt aber auch Archivalien über Firmen, Vereine und Schulen in Rottweil, wie auch verschiedene Zeitungen Rottweils.
Das Stadtarchiv ist für Besucher geöffnet, diesen werden sowohl Zeitungen ab dem späten 18. Jahrhundert zum Lesen bereitgestellt, als auch Fragen zur Geschichte Rottweils und deren Bürgern beantwortet. Außerdem können die Besucher weitere Archivalien, wie zum Beispiel Ratsprotokolle sichten.  Dafür stellt das Stadtarchiv Rottweil einen Lesesaal mit einer umfangreichen Dienstbibliothek zur Verfügung.

## Geschichte
Die heutigen Bestände des Rottweiler Stadtarchivs sind im Laufe von fast acht Jahrhunderten erwachsen; die Ursprünge des Archivs gehen auf die städtische Urkundenregistratur des Spätmittelalters. Zunächst wurden hier vor allem Rechts- und Besitztitel in Form von Urkunden verwahrt. Bis heute haben sich bei den Beständen des Stadtarchivs Rottweil etwa 4000 Pergamenturkunden des 13. bis 16. Jahrhunderts erhalten. Das älteste Dokument ist eine Papsturkunde von 1224. Herausragende Schriftstücke sind auch die „Goldene Bulle“ König Sigismunds von 1434 mit der zusammenfassenden Bestätigung der reichsstädtischen Privilegien sowie die Urkunde des Ewigen Bundes von 1519 mit der Schweizer Eidgenossenschaft.

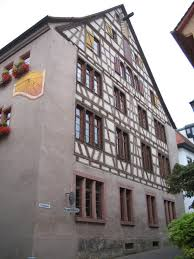

Mit Zunahme der Schriftlichkeit zum Ende des Spätmittelalters entwickelte sich ein Kanzleiwesen mit aktenmäßigem Verwaltungshandeln und systematisch geordneten Registraturen. Die historischen Akten des Stadtarchivs Rottweil bis 1803 befinden sich noch heute in der Registraturordnung der reichsstädtischen Kanzlei.
Schon früh waren von der Administration auch Amtsbücher, wie beispielsweise ein Stadtrechtsbuch im 15. Jahrhundert oder ein Steuerbuch über das Jahr 1441 angelegt worden. Ratsprotokollbände und Stadtrechnungsbücher sind durchgängig erst seit dem späten 16. Jahrhundert erhalten. Wiederholt hatte das Stadtarchiv schon in reichsstädtischer Zeit, etwa durch Feuerbrünste und andere Katastrophen, Bestandsverluste hinzunehmen. Mit dem Übergang Rottweils an das Königreich Württemberg wurden wichtige Teile des Archivs 1828 in das heutige Hauptstaatsarchiv Stuttgart verbracht.
Das Rottweiler Stadtarchiv befand sich um die Mitte des 16. Jahrhunderts zusammen mit dem des Kaiserlichen Hofgerichts in den Gewölben der gemeinsamen Kanzlei in der oberen Hauptstraße gegenüber dem Rathaus. Nach mehrmaligem Umzug fanden die Bestände 1981 im heutigen Gebäude des Stadtarchivs, der ehemaligen Rottweiler Lateinschule in der Engelgasse, eine angemessene Bleibe.
Langjähriger Stadtarchivar (1968–2006) war Dr. Winfried Hecht.

## Bestände
Das Stadtarchiv Rottweil hat Bestände, welche aus verschiedenen Archiven zusammengeführt wurden. Insgesamt besteht der historische Bestand aus ca. 12.000 Bänden, in Deutsch und Latein geschrieben. Dazu zählen:
- Reichsstadtarchiv (1224–1803 ff): Urkunden, Sachakten, Amtsbücher (u. a. Ratsprotokolle 1580 ff.; Stadtrechnungsbücher 1560, 1580 ff.; Steuerbücher: Urbare und Zinsbücher; Kontraktenprotokolle)
- Bruderschaftsarchiv (1336–1828): Urkunden; Sachakten; Amtsbücher (u. a. Bruderschaftsamtsprotokolle; Bruderschaftsrechnungen; Jahrgerichtsprotokolle; Kontraktenprotokolle)
- Spitalarchiv (1275–1833): Urkunden; Sachakten; Amtsbücher (u. a. Spitalamtsprotokolle; Spitalrechnungen)
- Stiftungsarchiv (1803–1832): Urkunde; Sachakten; Amtsbücher
- Oberamtsstadt und (Große) Kreisstadt 1803 ff.: Akten und Amtsbücher (u. a. Gemeinderatsprotokolle; Rechnungsbücher; Steuerkataster; Feuerversicherungsbücher; Kaufbücher; Gerichtsprotokolle)
- Karten und Pläne
- Zeitungsarchiv: Rottweiler Zeitungen 1799 bis heute
- Sammlungsbestände:
  - Fotoarchiv
  - Postkartensammlung
  - Sammlung audiovisueller Medien
  - Zeitungsausschnittssammlung
  - Drucksachen-Sammlung zu Industrie, Handwerk und Handel
  - Drucksachen-Sammlung Kultur (u. a. Programme; Flyer; Plakate)
- Deposita: (u. a. Vereinsarchive, private Nachlässe)

- Dienstbibliothek: Stadt-, regional- und landesgeschichtliche Literatur

## Publikationen

### Veröffentlichungsreihen
- Veröffentlichungen des Stadtarchivs Rottweil (seit 1971)
- Kleine Schriften des Stadtarchivs Rottweil (seit 1972)